# María Jesús Ruiz
María Jesús Ruiz Garzón (Andújar, 25 dicembre 1982) è una modella spagnola, eletta Miss Spagna nel 2004.

## Biografia
Maria Jesus Ruiz cresce ad Andújar nella provincia di Jaén con i suoi genitori ed i suoi fratelli Susan e Michael. Diplomatasi presso l'istituto magistrale, stava frequentando la facoltà di psicopedagogia quando vince il titolo di Miss Spagna nel 2004, in rappresentanza della provincia di Jaén. Oltre ad aggiudicarsi il titolo di Miss Spagna, ha ricevuto anche la fascia di Miss Marina d'Or. Dopo aver vinto il titolo a soli 21 anni, Maria Jesus Ruiz rappresentare la Spagna a Miss Universo 2004, che quell'anno si tiene in Ecuador. Tuttavia la modella non riesce a qualificarsi fra le prime quindici finaliste.
Nel 2005 Maria Jesus Ruiz ha partecipato alla seconda stagione dell'edizione spagnola del reality show La Granja de los famosos. Nel 2006 ha pubblicato la sua autobiografia Memorias di una Miss, nella quale racconta principalmente le sue esperienze nei concorsi di bellezza. Nel 2007 partecipa al concorso Reina Hispanoamericana, dove si classifica al secondo posto.
Nel 2019 partecipa e vince la prima edizione del reality show Gran Hermano Duo (l'equivalente spagnolo del Grande Fratello a coppie).

## Agenzie
- Fashion Face